# Isola di Tarakan

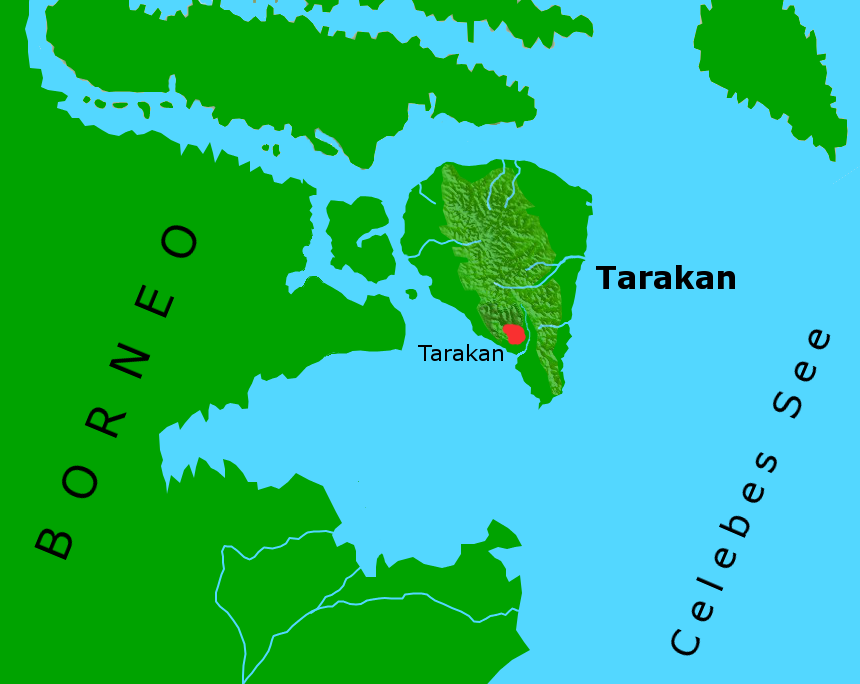
Mappa di Tarakan

Tarakan è un'isola del Kalimantan Settentrionale in Indonesia. Si trova nel Mare di Celebes, sulla costa nordorientale del Borneo.
Sull'isola si trova la città di Tarakan.